# Ulla Johansson (politiker)
Ulla Sofia Johansson, född Larsson 18 juni 1928 i Matteus församling i Stockholm, död 11 november 1991 i Hovmantorps församling i Kronobergs län, var en svensk socialdemokratisk politiker.
Johansson gick med i SSU i mycket unga år, och var under perioden 1952–1958 den enda kvinnan i SSU:s förbundsstyrelse. Hon utbildade sig till småskollärare och fick sin första tjänst i Hökarängen. Hon träffade sin make slöjdläraren Arne Johansson på Bommersvik och de flyttade 1959 till Hovmantorp.
Johansson var aktiv i kommunalpolitiken 1963–1983 och var ledamot av landstinget i Kronobergs län 1963–1968. Hon var ordförande i distriktsstyrelsen för det socialdemokratiska kvinnoförbundet mellan 1965 och 1980. Hon blev riksdagsledamot 1974 där hon efterträdde Rune Johansson som blev industriminister. Hon förlorade sin plats i valet 1976 men återkom 1979 och var riksdagsledamot fram till sin pensionering 1991. Hon har även varit ledamot av Nordiska rådet.